# Marilena Marin
Marilena Marin (Conegliano, 24 de juliol de 1947) és un polític venetista, fundador de Força Itàlia.
Nativa de Conegliano, va ser un dels membres fundadors de la Lliga Vèneta en el període 1978–1980 i, després d'una pugna interna al partit el 1984, va ser elegida com a secretària nacional del partit reemplaçant Achille Tramarin. El 1987 es va casar amb Franco Rocchetta, el dirigent pràctic del partit i contribuent clar del naixement de la Lliga Nord el 1991.
El juny de 1994 va ser escollida per al Parlament Europeu, però tan sols un mes després va ser reemplaçada per Fabrizio Comencini com a secretari nacional durant el congrés del partit. El mes de setembre va abandonar el partit i el mes de desembre va unir-se als Federalistes i Liberal-Demòcrates. En consistència amb aquest fet, també va abandonar el Partit de l'Aliança dels Liberals i Demòcrates per Europa (del qual la Lliga Nord era membre en aquell moment), i va unir-se a Forza Europa, el grup organitzat al voltant de Forza Italia. No obstant, mai es va arribar a unir a Forza Italia i es va retirar del món de la política el 1999.